# Urejevalnik rastrske grafike
Urejeválnik rástrske gráfike je računalniški program, ki omogoča uporabniku risanje in urejanje digitalnih slik interaktivno na računalniškem zaslonu, ter shranjevanje v enega od mnogih priljubljenih bitnih slik (bitmap) ali rastrskih datotečnih formatov, standardov, oziroma specifikacij, kot so: JPEG/JFIF, PNG, GIF, TIFF, raw, BMP ali XCF.
Urejevalniki rastrske grafike podpirajo določen skupek operacij za urejanje slik, kot so npr. izbiranje, obrezovanje, delo z ravninami, nastavljanje velikosti, usmerjenosti, zmanjševanje šuma, spreminjanje in izbiranje barv, ostrenje in glajenje, združevanje slik.
Nekateri urejevalniki se osredotočajo na urejanje digitalnih fotografskih posnetkov, kot sta npr. priljubljena Adobe Photoshop ali RawTherapee. Drugi so bolj prilagojeni umetniškim ilustracijam, npr. Adobe Fireworks.
Od urejevalnika je za gledanje slik običajno bolj zaželen pregledovalnik/brskalnik slik.